# روبرت أندرسون (لاعب اتحاد الرغبي)
روبرت أندرسون (بالإنجليزية: Robert Anderson)‏ هو لاعب اتحاد الرغبي أسترالي، ولد في 1 يونيو 1900 في تيمورا ‏ في أستراليا، وتوفي في 1979.

## وصلات خارجية
- روبرت أندرسون عل موقع إسبنسكروم (الإنجليزية)